# Friedrich Ferdinand Drück

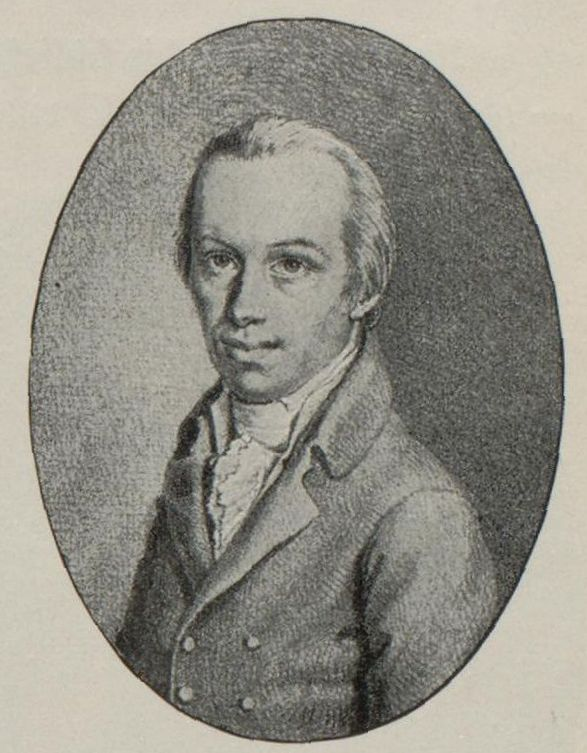
Friedrich Ferdinand Drück

Friedrich Ferdinand Drück (* 9. Dezember 1754 in Marbach am Neckar; † 27. April 1807 in Stuttgart) war ein deutscher Philologe.

## Leben
Er studierte Philosophie und Theologie in Tübingen und arbeitete dort ab 1777 als Unterbibliothekar. Ab 1779 arbeitete er an der Karlsschule in Stuttgart als Professor für alte Sprachen, ab 1782 auch als Professor für alte Geschichte. Zu seinen Schülern zählte unter anderem Friedrich Schiller. 1788 wurde Drück Bibliothekar der Herzoglichen öffentlichen Bibliothek. Nach der Schließung der Karlsschule im Jahr 1794 wechselte er ans Stuttgarter Gymnasium, wo unter anderem Gustav Schwab zu seinen Schülern zählte.
Drück war Mitglied des Illuminatenordens, in den er durch Jakob Friedrich von Abel aufgenommen wurde. Er trug innerhalb dieser Gesellschaft den Ordensnamen Heraklit.

## Veröffentlichungen
- Erdbeschreibung von Asien. Teil 1. Metzler, Stuttgart 1784.

- Kleinere Schriften. Gesammelt und herausgegeben von Carl Philipp Conz. Drei Bände. Osiander, Tübingen 1810–1812.